# Fűzfa-övesbagoly
A fűzfa-övesbagoly (Catocala electa)  a rovarok (Insecta) osztályának a lepkék (Lepidoptera) rendjéhez, ezen belül a bagolylepkefélék (Noctuidae) családjához tartozó faj.

## Elterjedése
Vizes élőhelyeken, árterületeken, folyó vizek partján lévő sűrű növényzetben és nedves kertekben Európában, Ázsiában egészen Észak-Koreáig előfordul.

## Megjelenése
- lepke: szárnyfesztávolsága 72–76 mm.  Feltűnően piros hátsó szárnyai széles fekete övvel és fekete széllel mintázottak. Az első szárnyak szürke mintásak, és általában nagyon különböző vonalakkal erezettek.

## Életmódja
- nemzedék: egy nemzedéke van évente, júliustól szeptemberig rajzik.
- tápnövénye: Hernyója legelők növényein, fűzfa táplálkozik.

## Fordítás
- Ez a szócikk részben vagy egészben  a   Weidenkarmin című német Wikipédia-szócikk fordításán alapul.  Az eredeti cikk szerkesztőit annak laptörténete sorolja fel. Ez a jelzés csupán a megfogalmazás eredetét és a szerzői jogokat jelzi, nem szolgál a cikkben szereplő információk forrásmegjelöléseként.